# Grofje Strmški
Grofje Strmški, so bili stranska veja Grofov Vovbrških. Bili so državni grofje, podrejeni direktno cesarju, s sedežem na svojem alodialnem gradu Strmec na Koroškem po katerem se tudi imenujejo.  Kot koroška plemiška rodbina se pojavijo okoli leta 1250 do izumrtja leta 1330. Njihov izvorni grad Strmec je stal na vrhu strmega hriba na južnem pobočju Osojskih Tur, sedaj koroška občina Vernek (nem. Wernberg. 
Strmški so svoje gospostvo in grofijo Strmec izročili koroškemu vojvodi Bernardu Koroškemu, ki pa jim jo je takoj vrnil v fevd. Grofje Strmški so vzhodno od gradu na sosednjem hribu zgradili cerkev Sv. Jurija, ki se v listinah prvič omenja leta 1285, in ki še vedno stoji. Poslednji moški v rodu grof Walter Strmški je gospostvo in grad Strmec prodal grofu Meinhardu Ortenburškemu. Grofje Strmški se smatrajo tudi kot graditelji gradu in trdnjave Vajškra nem. 'Landskrone'. V konfliktu v letih 1269–1271 med češkim kraljem Otokarjem II. Přemyslom in  Filipom Spanheimskim (1247–1256 Salzburški nadškof elekt, 1269–1273 Oglejski patriarh in 1275–1279 titularni vojvoda Koroške ) so se grofje Strmški, kot tudi mnogi drugi koroški plemiški rodovi in krški škof ter bamberški škof, postavili na češko stran.  
Cesar Friedrich III. je v času boja za dediščino celjskih knezov leta 1459 vojskovodji celjskih Janu Vitovcu Hrebenskemu podelil naslov »baron Strmški« in grad Strmec. Vitovec je potem zamenjal gospodarja in šel v službo madžarskemu kralju ter postal hrvaški ban, zato mu je cesar grad in plemiški naslov odvzel. V tem času je bil grad do tal porušen in kasneje tudi ne obnovljen. 
Plemiški rod na Češkem in Moravskem grofov Šternberških z rodom grofov Strmških nima rodbinske povezave.  

## Grb
Tri šesterokrake zlate zvezde (2,1) na rdečem ščitu, podobno kot grb Grofov Vovbrških na modrem ščitu. Pravica do grba Strmških je bila podeljena Janu Vitovcu ob povzdignjenju v plemiški naslov »baron Strmški«.   

## Posesti
Grofje Strmški so na začetku imeli nekaj svoje alodialne posesti, poleg tega pa posesti v fevdu od Koroškega deželnega kneza, oglejskega patriarha in Salzburškega nadškofa. 
Na Koroškem
- Alodialna posest grofov Strmških je ležala severozahodno od Vrbe ob Vrbskem jezeru.
- Gospostvo Špatrjan (Paternion)

Na Kranjskem
- Grad Goričane (nemško Görtschach) 14. stoletje
- Grad Lož (nemško Laas)